# Tsering Yangdzom
Ne doit pas être confondu avec Tsering Yangzom Lama.
Tsering Yangzong aussi appelée Chang Ngopa Tsering Yangzong (tibétain : བྱང་ངོས་པ་ཚེ་རིང་དབྱངས་འཛོམས་, Wylie : byang ngos pa tshe ring dbyangs 'dzoms, née à Lhassa en 1953- ) est une historienne de la République populaire de Chine, professeure à l'université du Tibet, première femme professeur au Tibet, et femme politique tibétaine.

## Biographie
Influencée par sa famille, Tsering Yangzong s'est engagée dans l'enseignement après avoir obtenu son diplôme de l'université centrale des Minorités, travaillant au Collège normal du Tibet (plus tard transformé en université du Tibet). En 1993, Tsering Yangzong est élue professeure associée. En 1999, elle est nommée professeur d'histoire du Tibet, alors qu'elle est la seule femme professeure et la plus jeune professeure de l'université du Tibet. En 2003, lors du 10e séminaire de l'Association internationale des études tibétaines  à l'université d'Oxford au Royaume-Uni, Tsering Yangzong a lu un article universitaire intitulé Chang Ngopa Nangso Dargye, le célèbre scientifique médical tibétain et éducateur au Tibet du XVIIe siècle. L'article développe la relation particulière entre la famille Chang Ngopa et le 5e dalaï-lama, ainsi que la contribution de Chang Ngopa Nangso Dargye à la médecine et à l'éducation tibétaines. En 2005, elle publie sous l'égide de China Intercontinental Press, un ouvrage en chinois, traduit l'année suivante en anglais sous le titre The Aristocratic Families in Tibetan History, 1900-1951. En 2006, elle est en poste au Centre de recherche tibétologique de Chine. En 2011, Tsering Yangzong a remporté la plus haute récompense pour les études tibétaines en Chine, l'Everest Award.
Tsering Yangzong a ensuite été vice-présidente de l'université du Tibet. Elle est membre du 10e Comité national de la Conférence consultative politique du peuple chinois. En 2008, elle a été réélue membre du 11e Comité national de la Conférence consultative politique du peuple chinois, représentant la Fédération panchinoise des femmes, et a été divisée dans le 20e groupe.

## Publication
- (en) Tsering Yangdzom (trad. Shao Da, Li Jinhui, Liu Jun, préf. Zhou Wei), The Aristocratic Families in Tibetan History, 1900-1951, China Intercontinental Press (五洲传播出版社),‎ 2006, 272 p. (ISBN 978-7-5085-0937-2, présentation en ligne)